# 朱範墅
通渭莊簡王朱範墅（1427年—1470年1月16日），明朝韓恭王朱沖𤊨庶五子，或误作第四子，母丁氏。

## 生平
宣德六年（1431年）十一月赐名。正统元年（1436年）四月受封為通渭王。正統二年（1437年）五月，明英宗命安遠侯柳溥、鎮遠侯顧興祖、駙馬都尉趙輝、行在禮部右侍郎王士嘉為正使，行在吏科等科給事中鄭泰、王錫、李性、鄧籥為副使，各自持節封朱範墅為通渭王。將陝西平涼縣改為通渭王府，改雜造局為平涼縣。九月，因朱沖𤊨所请，按例給賜朱沖𤊨五子及淳化郡主歲祿。
朱範墅奏称府中缺內使，訪得鞏昌等府伏羌等縣百姓王海等四个自幼因傷殘疾淨身之人，想買入府以供使令。正統八年（1443年）八月，英宗回信同意。
正統十年（1445年）七月，遣魏國公徐顯宗等為正使，給事中陳傅等為副使，各自持節冊封西城兵馬副指揮鍾錫的女兒為通渭王妃。正統十二年（1447年）十一月鍾妃病逝，英宗聞訊遣中官致祭，命有司治喪葬。
正統十三年（1448年）十二月，因朱範墅奏請，給其校尉月糧。
景泰元年（1450年）八月，朱範墅奏稱剛去世的三哥平利王朱範壑臨終托付以身後事而死，朱範壑生前每日問卜求醫，以往所賜器皿銀盆水罐等物都作為費用花完了，此刻停柩在地，買不起應用送喪之具，其所遺妃眷人等度日艱難，请求怜悯朱範壑无后，体恤其家属，令他们可以确保需求和财产。明代宗下诏令礼部於常例外增赙布絹一百匹，戶部每年給米二百石。
十一月，遣武安侯鄭宏、定西侯蔣琬、駙馬都尉焦敬為正使，給事中谷茂、曹凱、王讓為副使，持節冊封西城兵馬副指揮李剛的女兒為通渭王妃。
朱範墅和四哥褒城王朱範堮进入侄子韩惠王朱徵釙的王府时，身为郡王却逾越规矩直接从中門中道骑马进入，門官馮貴劝止，他们就怒令官校毆打他。朱徵釙上奏此事。景泰二年（1451年）二月，代宗下敕书指责朱範堮、朱範墅，要他们反省，说姑且不治罪，以后务必安分循禮，共保富貴，如果再犯，自己不敢无视祖宗之法而徇私。
景泰三年（1452年）十月，朱範墅奏繼妃之父李剛雖蒙授以西城兵馬副指揮，但原本官職貧窘，請求如叔父襄陵王朱沖炑妃兄鍾鎬例改授典仗以便養贍，獲准。
朱範墅上奏想寬恕在逃內使高安、張狗兒等罪行，及想親自赴京陳情。十二月，代宗回信說知道了，高安、張狗兒等已令法司發落，要朱範墅恪遵祖訓，固守藩屏，不可輕易來京。
天順元年（1457年）九月，因朱範墅所請，給食鹽每年各一十引。
天順二年（1458年）六月，朱範墅奏稱正在修葺舊居，供贍不足，请求在常祿內減鈔增米。事下戶部商议，认为邊境軍餉正急，陝西民運艱難。英宗认为既然百姓困於轉輸，不可增加负担，命戶部給朱範墅的俸禄如旧。朱範墅又奏请以所買民居換平凉縣旌善、申明二亭地為蔬圃，戶部請求移文所司查实，认为可以，七月，英宗准许。
天順三年（1459年）三月，朱範墅奏父韓恭王、嫡母韓王妃都葬在平涼府涇州，久缺拜掃，請求恩賜他親自去墳塋盡孝，獲准。朱範墅還奏請因子女受封，想親自率二子前來謝恩，英宗回信制止。
朱範墅奏称冕冠等衣服年久损坏，请求更换。天順四年（1460年）七月，重新赐予冕冠等衣服。
天順八年（1464年）三月，朱範墅奏庶长子鎮國將軍朱徵銶缺人使用，原撥来使用的囚徒总是到了就逃走，請求如四叔樂平王朱沖烌等事例酌量撥校尉使用，憲宗准奏，命兵部选择校尉五名。
成化五年（1469年）十二月，朱範墅去世。憲宗聞訊輟朝一日，按制度賜祭葬，諡莊簡。成化八年（1472年）九月，朱徵銶受册袭封。

## 评价
- 《弇山堂别集》卷073：履正志和，平易不訾。

## 家庭

### 妻妾
- 王妃鍾氏
- 继王妃李氏

### 子孙
- 庶長子鎮國將軍朱徵銶，后袭爵为通渭荣靖王
- 庶子鎮國將軍朱徵鈊，景泰四年（1453年）十一月給歲祿一千石，米鈔各半[24]
- 庶子镇国将军朱徵鐃，天順二年（1458年）六月赐誥命冠服，[18]三年（1459年）九月按例增加禄米[20]
- 庶子鎮國將軍朱徵𨮃，天順八年（1464年）七月赐名[25]
  - 庶第三子朱偕渦，弘治元年（1488年）十二月赐名[26]
  - 朱偕添，弘治十年（1497年）八月赐名
  - 朱偕滻，弘治十年（1497年）八月赐名[27]